# La Poste Immobilier
 (mars 2016).
La Poste Immobilier (anciennement Poste Immo), est l'opérateur global immobilier du Groupe La Poste. Exerçant les activités de gestion d'actifs, solutions immobilières et conseil, gestion du parc et développement de projets et maîtrise d'ouvrage.
Créée en 2005, elle est une filiale à 100 % du Groupe La Poste et compte 871 collaborateurs sur l'ensemble du territoire national avec 8 Directions Régionales. 

## Le parc immobilier de La Poste
Le parc est de 6,2 millions de m² d'une valeur vénale d'environ 2,9 milliards d'euros et 10094 immeubles dont 2624 immeubles patrimoniaux . 
Le parc est diversifié de 100 m² à 50 000 m² et compte notamment des immeubles commerciaux, tertiaires et industriels.  Les bureaux de poste sont fréquentés quotidiennement par 2,5 millions de clients. Le parc contient certains immeubles remarquables dont la Poste centrale du Louvre, ou le nouveau siège de La Banque postale installée dans un ensemble consistant d'un hôtel particulier et un immeuble contemporain, et des bâtiments industriels (plateformes industrielles courrier, plateformes industrielles colis…). 

## Identité
Le 25 avril 2022, Poste Immo annonce changer de marque commerciale et devenir La Poste Immobilier. Le logo change par la même occasion.

Logo de Poste Immo jusqu'en avril 2022.
Logo de La Poste Immobilier à partir d'avril 2022.